# Dr. Mario (jeu vidéo)
Vous lisez un « bon article » labellisé en 2012.
Pour la série, voir Dr. Mario (série de jeux vidéo).
Dr. Mario (ドクターマリオ, Dokutā Mario) est un jeu vidéo de puzzle développé et édité par Nintendo, sorti sur NES et Game Boy en 1990. Il a été conçu par Gunpei Yokoi et produit par Takahiro Harada ; la musique a été composée par Hirokazu Tanaka.
Le jeu met en scène Mario mais ne reprend pas davantage l'univers de la série éponyme. Ce dernier est devenu docteur et doit éradiquer des virus mortels. Chaque niveau est constitué d'une bouteille contaminée par un certain nombre de virus, représentés à l'écran par des cases de couleurs. Pour les éliminer, Mario jette dans la bouteille des capsules de vitamines bicolores formées de deux blocs. Ces capsules disparaissent si quatre blocs de même couleur sont alignés. Le niveau est terminé lorsque tous les virus ont disparu.
Dr. Mario a été bien accueilli par la critique et est, aujourd'hui encore, cité dans plusieurs classements des meilleurs jeux Nintendo. Il a été porté, repris, ou a fait l'objet d'une suite sur toutes les consoles de salon de Nintendo depuis la NES et sur la plupart de ses consoles portables.

## Système de jeu
Chaque niveau est constitué d'une bouteille contaminée par un certain nombre de virus, représentés à l'écran par des cases de couleurs. Il existe trois sortes de virus : les bleus, les jaunes et les rouges. Pour les éliminer, Mario jette dans la bouteille des capsules de vitamines bicolores formées de deux blocs (bleu-bleu, jaune-jaune, rouge-rouge, bleu-rouge, bleu-jaune ou jaune-rouge). Ces capsules disparaissent si quatre blocs de même couleur sont alignés, donc pour faire disparaître les virus, il faut déplacer, retourner et accumuler les capsules de manière à aligner les blocs sur un virus de même couleur. Le niveau est terminé lorsque tous les virus ont disparu, puis on passe au niveau suivant. Chaque niveau contient évidemment plus de virus que le précédent.
Le joueur choisit le niveau de difficulté initial. Il règle pour cela un nombre entre 0 et 20 qui détermine le nombre de virus à tuer, puis sélectionne la vitesse du jeu parmi trois choix. Le score du joueur est uniquement basé sur l'élimination des virus, pas sur le temps mis à finir les niveaux ou sur le nombre de capsules utilisées. Si le niveau le plus difficile est réussi, le joueur peut continuer pour obtenir un score plus élevé mais le nombre de virus à éliminer reste le même. Des points supplémentaires sont remis lorsque plusieurs virus sont tués en un coup. Au contraire, lorsqu'une réaction en chaîne est initiée — c'est-à-dire lorsque l'élimination d'un ensemble de cases en entraîne l'élimination d'un autre — aucun point en plus n'est attribué. La vitesse du jeu influe sur le score : plus celle-ci est élevée, plus de points sont donnés.
Dr. Mario propose un mode multijoueur dans lequel deux joueurs, possédant chacun leur propre bouteille, sont opposés. En éliminant plusieurs virus ou en initiant une réaction en chaîne, il est possible de faire tomber des capsules en plus dans la bouteille de son adversaire. Une manche se termine lorsqu'un des deux joueurs décontamine sa bouteille ou lorsqu'un joueur a sa bouteille remplie. Le gagnant est le premier à remporter trois manches.

## Développement
Dr. Mario a été conçu par Gunpei Yokoi, le créateur de la Game Boy et des Game and Watch, et produit par Takahiro Harada, qui a aussi produit la série Metroid. La musique du jeu, qui sera reprise et arrangée dans des jeux comme Super Smash Bros. Brawl, a été composée par Hirokazu Tanaka. Celui-ci est plus tard devenu président de Creatures, une filiale de Nintendo qui détient un tiers des droits d'auteur de la franchise.

## Accueil
Bien que des parents aient critiqué le fait que le jeu ait pour thème la médecine alors qu'il est destiné aux enfants, Dr. Mario et ses reprises ont été bien accueillis par la critique. Le magazine ACE a toutefois émis une critique négative, donnant à la version Game Boy la note de 510 sur 1000. Il a pointé du doigt les graphismes sans inspiration et le gameplay répétitif. Le jeu est aussi accusé de dégager des « relents de plagiat », tout en étant moins bon que les jeux sur lesquels il est calqué.
Dr. Mario s'est classé à la 134e place du classement établi par Nintendo Power des 200 meilleurs jeux sortis sur console Nintendo. Il a été désigné comme étant le septième meilleur jeu Mario par le site ScrewAttack, et comme le 51e meilleur jeu NES par IGN. Le même IGN a classé la bande son du jeu, composée par Hirokazu Tanaka, à la septième place de son top 10 des musiques de jeux 8-bits.
La ressortie du jeu dans la collection NES Classics sur Game Boy Advance a obtenu une moyenne de 66 % sur Metacritic, calculée à partir de 10 critiques. La plupart des tests ont trouvé le jeu addictif et ont apprécié le mode multijoueur sans fil. Plusieurs critiques ont souligné que Dr. Mario était l'un des rares jeux inspirés de Tetris à s'être démarqués,. Craig Harris d'IGN a loué le gameplay addictif mais a critiqué le fait que le manuel de jeu soit en noir et blanc, ce qui n'aide pas à comprendre le mécanisme du jeu, basé sur des différences de couleur. Certains tests ont déploré que Dr. Mario soit vendu seul. Eurogamer a déclaré que le jeu est « toujours aussi jouable, addictif et à rendre fou qu'en 1990 » mais a critiqué la méthode qu'a adopté Nintendo de ressortir ses classiques de façon séparée plutôt que dans une compilation, comme l'ont fait Atari avec Atari Anthology et Midway avec Midway Arcade Treasures. Pour 1UP.com, le jeu ne vaut peut-être pas son prix, une version de celui-ci ayant déjà été incluse dans un autre jeu sur Game Boy Advance, WarioWare : Minigame Mania.

## Reprises

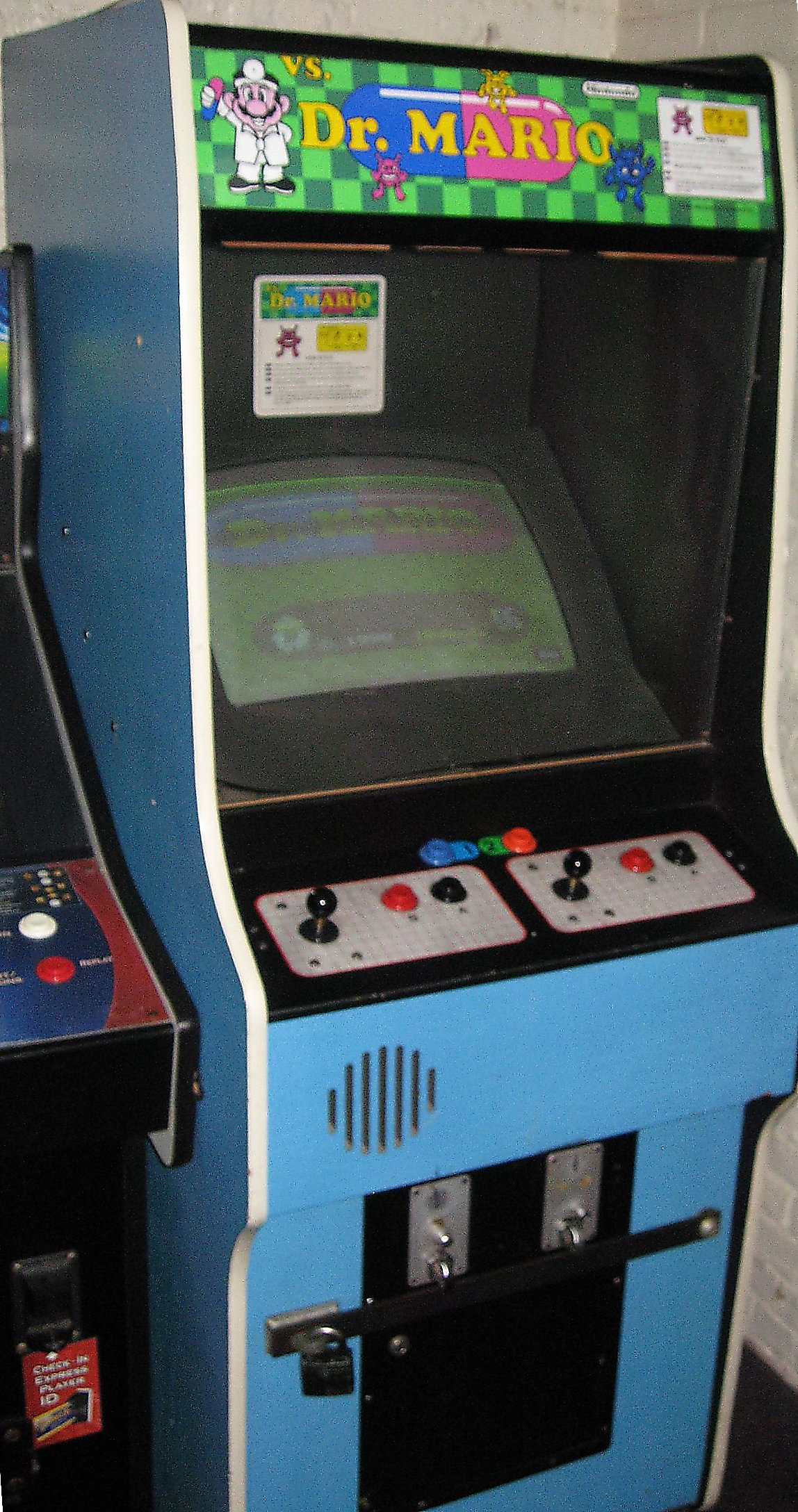
Une borne d'arcade Vs. Dr. Mario.

Dr. Mario a été abondamment repris et porté sur de multiples consoles Nintendo. En 1990, le mode multijoueur de la version originale a été porté sur deux systèmes pour borne d'arcade : le Vs. System (sous le titre Vs. Dr. Mario) et le PlayChoice-10,. La version NES a été portée à deux reprises sur Game Boy Advance : la première fois en 2004 au sein de la série NES Classics, la seconde en 2005 avec une version de Puzzle League et sous le titre Dr. Mario and Puzzle League. Le 20 mai 2003, Nintendo a sorti le Nintendo GameCube Preview Disc pour la GameCube, qui permet aux joueurs de télécharger la version NES de Dr. Mario sur leurs consoles Game Boy Advance en utilisant le câble Nintendo GameCube Game Boy Advance.
Une reprise améliorée de Dr. Mario a été couplée avec Tetris pour la compilation Tetris and Dr. Mario, sortie sur Super Nintendo le 30 décembre 1994. Cette version revue de Dr. Mario est ressortie au Japon le 30 mars 1997, en tant que titre téléchargeable par le Satellaview (une extension de la Super Nintendo), sous le nom Dr. Mario BS Version (Ｄｒ．マリオＢＳ版). Elle est encore ressortie au Japon en téléchargement sur le système Nintendo Power de la Super Nintendo et de la Game Boy,.
Le 27 juillet 2011, pour le vingt-et-unième anniversaire de la première sortie, la version originale sur Game Boy a été rendue disponible sur la console virtuelle de la Nintendo 3DS.
En 2016, Dr. Mario fait partie de la sélection de 30 jeux inclus dans la NES Mini.

## Héritage
En raison du succès de Dr. Mario, Nintendo lui a donné plusieurs suites, dont Dr. Mario 64, sorti en 2001 sur Nintendo 64, qui dispose de plusieurs modes de jeu et d'un scénario, mettant en scène Wario et d'autres personnages tirés de Wario Land 3. Il est par la suite ressorti au Japon dans la collection Nintendo Puzzle Collection sur GameCube. Dr. Mario et Bactéricide, sorti en 2008 sur WiiWare, a introduit la possibilité de jouer en ligne contre d'autres joueurs via la Nintendo Wi-Fi Connection. Le titre le plus récent, Une pause avec... Dr. Mario, sorti en 2009 sur DSiWare pour son lancement au Japon, n'a pas de mode multijoueur.
Le personnage de Dr. Mario apparaît en tant que personnage caché dans le jeu de combat Super Smash Bros. Melee, sorti en 2002 sur GameCube, où il attaque en lançant des capsules. Il n'est plus présent dans la suite du jeu, Super Smash Bros. Brawl, sortie en 2008 sur Wii. Dans cette suite figurent toutefois deux musiques de Dr. Mario, dont une arrangée par Masaaki Iwasaki. Dr. Mario réapparaît dans les épisodes suivants : Super Smash Bros. for Nintendo 3DS / for Wii U, sorti en 2014 sur Nintendo 3DS et Wii U et Super Smash Bros. Ultimate, sorti en 2018 sur Nintendo Switch.
Une version du jeu dénommée Dr. Wario est incluse dans WarioWare : Minigame Mania sur Game Boy Advance. Une version simplifiée est également présente dans Programme d'entraînement cérébral avancé du Dr Kawashima : Quel âge a votre cerveau ? sur Nintendo DS en tant que mini-jeu appelé Bactéricide et qui utilise les fonctionnalités tactiles de la console.
Dr. Luigi, développé par Nintendo et Arika, est sorti sur Wii U via le Nintendo eShop en janvier 2014. Le mode de jeu principal, appelé "Traitement rétro", est presque similaire à celui de Dr. Mario mais le jeu comporte plusieurs modes de jeu supplémentaires.
Dr. Mario: Miracle Cure est commercialisé sur Nintendo 3DS via le Nintendo eShop le 31 mai 2015 au Japon et le 11 juin 2015 en Amérique du Nord et en Europe. Le jeu propose trois modes de jeux à un joueur, ainsi qu'un mode multijoueur à deux joueurs en local et en ligne.
Dr. Mario World sort sur iOS et Android le 10 juillet 2019.